# Racconto della sciamana Nisan
Il Racconto della sciamana Nisan (scritto anche "Nishan"; mancese: ᠨᡳᡧᠠᠨ 
 ᠰᠠᠮᠠᠨ ᡳ 
 ᠪᡳᡨᡥᡝ; Nišan saman-i bithe) è un racconto popolare manciù su una sciamana che resuscita il figlio di un ricco proprietario terriero.

## Versioni
Varianti del racconto si trovano anche tra i popoli evenchi, daur e nanai. Il racconto veniva trasmesso oralmente e i manoscritti erano rari; l'etnografo sovietico Alexander Grebenščikov riuscì ad acquistarne due durante i suoi primi di ricerca nella Cina nordorientale nel 1908 e nel 1909, il primo vicino a Qiqihar, e il secondo ad Aigun. Ebbe un terzo manoscritto datogli a Vladivostok nel 1913 da un uomo di nome Dekdenge. Il manoscritto di Qiqihar mostra alcune caratteristiche insolite nella sua ortografia; in particolare, i marcatori dei tempi verbali vi sono scritti separati dai loro verbi di base, mentre la pratica ordinaria nel manciù scritto è di scriverli attaccati al verbo di base. Un sondaggio etnografico degli anni 1930 di Johnson Ling dell'Academia Sinica (Ling 1934) registrò 18 versioni diverse del racconto tra le tribù nanai sul fiume Songhua. Volkova 1961, sulla base del manoscritto di Grebenščikov, fu la prima traduzione russa. Nel 1969, fu fatta una traduzione da George Meszoly, uno studente dell'Università di Harvard; tuttavia, non fu mai pubblicata. Seong Baek-in (allora dell'Università Myongji) fece una traduzione coreana cinque anni dopo (Seong 1974). La prima traduzione inglese pubblicata, Nowak e Durrant 1977, si basava sulle annotazioni nelle opere di Volkova e di Seong, ma non si riferiva allo studio di Ling. Una traduzione ungherese uscì nel 1987.

## Traduzioni in lingua inglese
- Ling, Johnson/凌純聲, 松花江下游的赫哲族 [La tribù goldi sul basso fiume Sungari], Nanchino, Academia Sinica/國立中央硏究院, 1934, OCLC 123364330.
- Volkova, Majya Petrovna, Нишань самана битхэ (Предание о нишанской шаманке): Издание текста, перевод и предисловие, Институт народов азии, Академия наук СССР, 1961, OCLC 80663066.
- 成百仁 [Seong Baek-in], 滿洲샤만神歌 [Nisan Saman-i Bithe], Myongji University, 1974, OCLC 36538543.
- Nowak, Margaret C. e Durrant, Stephen W., The tale of the Nišan shamaness: a Manchu folk epic, Seattle, University of Washington Press, 1977, ISBN 978-0-295-95548-3, OCLC 3088755.
- Melles, Kornélia, Nisan sámánnõ: mandzsu vajákos szövegek, Prométheusz könyvek, Budapest, Helikon, 1987, ISBN 978-963-207-631-7, OCLC 24413692.

### Fonti principali
- Durrant, Stephen W., The Nišan Shaman Caught in Cultural Contradiction, in Signs, vol. 5, n. 2, inverno 1979,  pp. 338-347, DOI:10.1086/493712, JSTOR 3173565.
- Yen, Alsace, Book Review: The Tale of the Nišan Shamaness, in The Journal of American Folklore, vol. 93, n. 1, 1980,  pp. 88-90, JSTOR 540231.
- Richtsfeld, Bruno, Die Mandschu-Erzählung "Nisan saman-i bithe" bei den Hezhe, in Münchner Beiträge zur Völkerkunde, vol. 2, 1989,  pp. 117-155.
- Pang, T. A., Rare Manchu manuscripts from the collection of the St. Petersburg branch of the Institute of Oriental Studies, Russian Academy of Sciences (PDF), in Manuscripta Orientala, vol. 1, n. 3, 1995,  pp. 33-46.
- Heissig, Walther, Zu zwei evenkisch-daghurischen Varianten des mandschu Erzählstoffes "Nisan saman-i bithe", in Central Asiatic Journal, n. 41, 1997,  pp. 200-230, ISBN 978-3-447-09025-4.

### Ulteriori letture
- Stary, Giovanni, Three unedited manuscripts of the Manchu epic tale "Nišan saman-i bithe": facsimile edition with transcription and introduction, Wiesbaden, Kommissionsverlag O. Harrassowitz, 1985, ISBN 978-3-447-02537-9, OCLC 13358240.
- Song Heping/宋和平, 《尼山萨滿》硏究 [Ricerche su sciamana Nisan], Pechino, Social Sciences Academic Press/社会科学文献出版社, 1998, ISBN 978-7-80050-921-6, OCLC 44471326.
- Zhao Zhizhong/趙志忠, 萨满的世界：尼山萨满论 [Il mondo dello sciamanesimo: una discussione sulla sciamana Nisan], Shenyang, Liaoning Nationalities Publishing House/辽宁民族出版社, 2001, ISBN 978-7-80644-474-0, OCLC 50721606.
- Kóhalmi-Uray, Katalin, The Myth of Nishan Shaman, in Hoppal, Mihaly (a cura di), Rediscovery of Shamanic Heritage, Bibliotheca shamanistica, Budapest, Akadémiai Kiadó, 2004,  pp. 113-124, ISBN 978-963-05-8085-4, OCLC 55732602.